# 辛置镇
辛置镇，是中华人民共和国山西省临汾市霍州市下辖的一个乡镇级行政单位。

## 行政区划
辛置镇下辖以下地区：
郭庄村、辛置村、宋庄村、北益昌村、北村、新村、段庄村、前河底村、北泉村、塔底村、下曹村、上曹村、下马洼村、董家庄村、南东村、辛庄村、南下庄村、十里铺村、阴底村、后河底村、发电厂社区、煤电集团机电总厂社区、煤电集团辛置矿社区、煤电集团总医院社区、煤电集团水电中心社区、煤电集团团柏矿社区、煤电集团云厦公司社区和煤电集团曹村矿社区。